# Banatul Timișoara
Banatul Timișoara war ein rumänischer Fußballverein aus Timișoara. Er spielte nie in der höchsten rumänischen Fußballliga, der Divizia A, stand aber im Halbfinale um die rumänische Fußballmeisterschaft.

## Geschichte
Banatul Timișoara (benannt nach der Region Banat, in der Timișoara liegt) wurde im Jahr 1923 unter dem Namen Clubul Sportiv Banatul Timișoara (deutsch: Sportklub Banat) gegründet und war nach Chinezul Timișoara und Politehnica Timișoara der dritte Fußballverein der Stadt. In den ersten Jahren spielte der Verein ausschließlich in der regionalen Meisterschaft von Timișoara, der er sich aufgrund der Dominanz von Chinezul nicht für die Endrunde um die rumänische Fußballmeisterschaft qualifizieren konnte. Erst als Chinezul in finanzielle Schwierigkeiten geriet, konnte sich Banatul erstmals durchsetzen und erreichte im Jahr 1929 nach Siegen gegen Generala Craiova und Gloria CFR Arad das Halbfinale – der größte Erfolg des Vereins. Dort schied der Klub mit 0:3 gegen România Cluj aus. In seinen Reihen hatte Banatul in der damaligen Zeit viele rumänische Nationalspieler versammelt.
In den folgenden Jahren musste Banatul dem Lokalrivalen RGM Timișoara den Vortritt lassen und gehörte im Jahr 1932 auch nicht zu den Gründungsmitgliedern der Profiliga Divizia A. Erst mit der Gründung der Divizia C im Jahr 1936 nahm der Verein wieder am überregionalen Spielbetrieb teil und konnte sich in der Gruppe West im Mittelfeld platzieren. Als die Divizia C an 1938 nicht mehr zustande kam, spielte Banatul wieder in den regionalen Ligen.
Nach dem Ende des Zweiten Weltkrieges nahm Banatul unter dem neuen Namen Prima Banat Timișoara im Jahr 1946 den Spielbetrieb in der Divizia C wieder auf. Einige Jahre später löste der Verein sich auf.

## Erfolge
- Halbfinale um die rumänische Meisterschaft: 1929

## Bekannte Spieler
- Vasile Chiroiu (1928 bis 1929)
- Gheorghe Ciolac (1924 bis 1930)
- Adalbert Deșu (1930 bis 1933)
- Ștefan Dobay (1926 bis 1930)
- Nicolae Kovacs (1928 bis 1930)
- Ion Lăpușneanu (1928 bis 1929)
- Grațian Sepi (1928 bis 1929)
- Lazăr Sfera (1929)
- Emerich Vogl (1929)
- Johann Wetzer